# Limeira (gemeente)
Limeira is een gemeente in de Braziliaanse deelstaat São Paulo. De gemeente telt meer dan 295.000 inwoners. De stad is op zo'n 150 km van de staatshoofdstad São Paulo gelegen.
De stad is de zetel van het rooms-katholieke bisdom Limeira.

## Geografie

### Aangrenzende gemeenten
De gemeente grenst aan Americana, Araras, Artur Nogueira, Cordeirópolis, Cosmópolis, Engenheiro Coelho, Iracemápolis, Piracicaba en Santa Bárbara d'Oeste.

## Sport
Limeira heeft twee voetbalclubs. Inter de Limeira werd reeds in 1947 een profclub, maar speelde in 1979 pas voor het eerst in de hoogste klasse van het Campeonato Paulista. In 1986 werd de club staatskampioen en was hierdoor de eerste club buiten São Paulo en Santos die de titel kon winnen. De club speelde 7 seizoenen in de Série A tussen 1979 en 1990. De club speelde ook vier seizoenen in de Série B, die ze twee keer wonnen, en vijf in de Campeonato Brasileiro Série C. In 1993 degradeerde de club voor het eerst uit de staatscompetitie. Daarna keerden ze terug van 1997 tot 2003 en nog één keer in 2005. In 2008 degradeerde de club ook uit de Série A2.
De tweede club van de stad is Independente. Deze club speelde nooit in de hoogste klasse, maar wel 19 seizoenen in de Série A2, de laatste keer in 2016.

## Religie
Het Christendom is als volgt in de stad aanwezig:

### Katholieke Kerk
De katholieke kerk in de gemeente maakt deel uit van het Bisdom Limeira.

### Protestantse Kerk
De meest uiteenlopende evangelische overtuigingen zijn aanwezig in de stad, voornamelijk pinkstergelovigen, waaronder onder meer de Assemblies of God in Brazilië (de grootste evangelische kerk van het land) en de Christelijke Congregatie in Brazilië. Deze denominaties groeien steeds meer in heel Brazilië.